# Melle (Belgique)
Pour les articles homonymes, voir Melle.
Melle est une commune néerlandophone de Belgique située en Région flamande, dans la province de Flandre-Orientale.
La commune devrait fusionner avec celle de Merelbeke le 1er janvier 2025 pour former Merelbeke-Melle.

## Géographie
La commune est située au sud-est de Gand. Elle se trouve aux bord du Pays de Rhode.

### Carte

Carte de Melle

### Sections de la commune
| # | Section       | Superf. (km²) | Habitants (2020) | Habitants par km² | Code INS |
| - | ------------- | ------------- | ---------------- | ----------------- | -------- |
| 1 | Melle (I)     | 12,49         | 10.825           | 867               | 44040A   |
| 2 | Gontrode (II) | 2,85          | 986              | 346               | 44040B   |

### Communes limitrophes
- a. Heusden (Destelbergen)
- b. Wetteren
- c. Gijzenzele (Oosterzele)
- d. Landskouter (Oosterzele)
- e. Lemberge (Merelbeke)
- f. Merelbeke
- g. Gentbrugge (Gent)

## Héraldique
|  | La commune possède des armoiries qui lui ont été octroyées le 19 février 1951 et ont été modifiées le 10 décembre 1980. Ce sont celles des anciens seigneurs de Melle de la fin du XIIIe siècle. Leurs armoiries sont mentionnées dans un rouleau d'armoiries datant de 1557. Ils sont issus du chevalier Zeger van Kortrijk van Drongen (1231-1248) qui utilisait déjà quatre chevrons, celui du haut coupé. Les anciennes armoiries montraient le lion et la bordure des seigneurs de Rode. Au XIIe siècle, Melle fut acquise par les seigneurs de Rode, qui possédèrent le domaine pendant plusieurs siècles. Le support était le saint patron local, Saint-Martin de Tours. Blasonnement : D'or à quatre chevrons de gueules, le premier coupé du chef. Source du blasonnement : Heraldy of the World. |

## Démographie

### Évolution démographique
- Sources : INS, Rem. : 1831 jusqu'en 1970 = recensements, 1976 = nombre d'habitants au 31 décembre[3].

### Évolution démographique de la commune fusionnée
Graphe de l'évolution de la population de la commune. Les données ci-après intègrent les anciennes communes dans les données avant la fusion en 1977.
- Source : DGS - Remarque: 1831 jusqu'à 1981=recensement; depuis 1990=nombre d'habitants chaque 1er janvier[4]

## Patrimoine
- Les principaux attraits touristiques de Melle sont le château d'eau de 53 m de haut, la statue Lieveke du sculpteur Jules Vits et la gare de chemin de fer SNCB, située à la place communale.
- La gare de Melle est la plus ancienne gare ferroviaire en brique en service du monde entier[réf. nécessaire]. Elle fut construite en 1837 le long d'un des plus anciens parcours ferroviaire du monde: Malines-Gand. (la plus ancienne gare du monde fut classée comme monument le 9 juillet 2004)
- L'église Saint-Martin, l'ancienne Maison communale, les châteaux, son collège des pères Joséphites dirigé en 1837 par le chanoine Constant Van Crombrugghe. Un étudiant irlandais y apporta, en 1863, pour la première fois sur le continent européen, un ballon de football.
- Des vestiges de présence ménapienne ont été découverts à Melle.

## Tourisme
Le sentier de grande randonnée 122 traverse le territoire de la localité.

## Personnalités
- Victor-Auguste Dechamps (1810-1883), 18e archevêque de Malines, est né à Melle.
- Théodore Gérard (1829-1902), peintre belge, mort et inhumé à Melle.
- Camille Melloy (1891-1941), prêtre catholique et poète de langue française.
- Livinius Spilthooren (vers 1664-???), plus ancien ancêtre connu de nos jours de la famille Spilthooren dont la diaspora s’est étendue dans toute l’Europe et ayant eu dans ses membres Charles-Louis Spilthoorn, avocat très impliqué dans la révolution Belge de 1840 et condamné à mort par le roi, François Spilthooren, pharmacien, inventeur de la mort aux rats à Lille au début du XXe siècle.